# A escondidas
A escondidas és una pel·lícula romàntica de 2014 dirigida per Mikel Rueda, filmada per barris de Bilbao. L'objectiu de Rueda era crear una escena que podria succeir en qualsevol barri de qualsevol ciutat. Rueda va dedicar el projecte a Álex Angulo, un actor basc qui va morir en un accident automobilístic al juliol 2014. Els temes que la pel·lícula tracta són com ara el primer amor en l'adolescència, problemes socioculturals, dilemes morals, racisme, deportacions i la manera de connectar emocionalment a través d'aquestes barreres.

## Argument
La pel·lícula segueix a Rafa i Ibra, dos nois adolescents que entaulen una amistat. Ibra és un immigrant marroquí que no vol ser expulsat d'Espanya. Perdut i desesperat als carrers de Bilbao, coneix a Rafa. Rafa és un noi de classe mitjana espanyola amb amics problemàtics i unes certes pressions al voltant de la seva sexualitat. Una vegada es coneixen, es tornen inseparables. La pel·lícula detalla el desenvolupament de la seva amistat mentre naveguen la deportació de Ibra, el racisme diari que enfronta i la cerca de la sexualitat en l'adolescència.

## Repartiment
- Germán Alcarazu com Rafa.
- Adil Koukouh com Ibra.
- Joseba Ugalde com Guille.
- Moussa Echarif com Youssef.
- Ana Wagener com Alicia.
- Álex Angulo com Jose.

## Producció
Rueda ha volgut centrar la idea d'adolescència i homosexualitat en la discussió al voltant d' A Escondidas. Segons les seves paraules, va considerar que la majoria de les àrees de la societat se senten incòmodes parlant de la sexualitat dels adolescents. Un dels aspectes interessants del seu càsting és que no volia limitar els actors a que s'identifiquessin com a gais. La seva lògica darrere d'aquest procés era que, en limitar qui podia fer audició, la participació seria menor i no podia trobar els actors que buscava. El resultat van ser dos actors que no eren gais, o almenys, Rueda desconeix la seva tendència sexual. Si bé el procés era difícil per a tots dos actors, van trobar que la seva innocència i transició amb molèsties no estava tan lluny del que algú que es troba a l'armari a la seva edat s'hauria d'enfrontar. A més, Adil tenia una seriosa connexió amb el personatge d'Ibra com a immigrant marroquí que havia experimentat ell mateix el racisme. Malgrat els crítics que van assenyalar la manca d'activitat sexual entre els dos actors, Rueda sosté que la naturalesa sexual de la seva relació no era el propòsit de la pel·lícula, sinó els moments anteriors al sexe i els sentiments que un no pot controlar emocionalment.
Rueda va trobar que la relació entre l'adolescència marroquina i l'adolescència queer tenien realitats paral·leles que va intentar explorar en la creació d'aquesta pel·lícula. Va sentir que la forma en què Espanya tracta les dues dades demogràfiques els va empènyer a viure a escondidas (d'amagat). Rueda conté que Espanya viu en una bombolla on qualsevol persona que desafiï aquesta normativitat amenaça amb fer aparèixer aquesta bombolla i això crea por a la comunitat normativa. Per tant, algunes persones han de viure amagades dins o fora d'aquesta bombolla.

## Premis
Tot i que A escondidas no va guanyar cap premi, va ser nominat quatre vegades. També es va presentar al primer Festival de Vida LGTBI a La Institución Ferial Alicantina (IFA).
- II Premis Feroz: Millor cartell (Priscila Clementti).[11]
- Nuremberg International Human Rights Film Festival: Premi del NIHRFF (Mikel Rueda).
- Queer Lisboa: Millor pel·lícula (Mikel Rueda)
- XXIV Premis de la Unión de Actores: Millor actriu de repartiment (Ana Wagener)[12]